# Manchester (Ohio)
Manchester ist ein Village in der Manchester Township, Adams County, Ohio, USA, entlang des Ohio River. Bei der Volkszählung im Jahr 2020 betrug die Einwohnerzahl 1.839.

## Geschichte
Massie’s Station war die erste dauerhafte weiße Siedlung im Virginia Military District, die 1790 am Ohio River errichtet wurde. Sie wurde in der Nähe von drei Inseln gebaut, die die Ureinwohner Amerikas zur Attacke auf Siedler nutzten, die den Ohio River hinunterreisten. Zahlreiche Siedler verloren ihr Leben bei diesen Angriffen. Die Gemeinde wurde nach Nathaniel Massie benannt, einem Grundstücksspekulanten, der bei der Vermessung des Virginia Military District half. Massie bot neunzehn Männern Grundbesitz an, wenn sie sich in der Stadt niederlassen würden. Er nutzte die Siedlung als Basis für seine Vermessungsarbeiten im Bezirk. 1791 wurde Massie’s Station als Manchester, Ohio, bekannt. Massie benannte die Gemeinde nach Manchester, England. Es war die vierte dauerhafte Siedlung, die im Nordwest-Territorium gegründet wurde. Bis 1791 hatten die Bewohner die Gemeinde vollständig mit einem Palisadenzaun umgeben, um Schutz vor den Ureinwohnern Amerikas zu bieten. Dies war die letzte Stadt in dem, was später Ohio werden sollte, die von Befestigungen umgeben war. Manchester diente von 1797 bis 1803 als Verwaltungssitz für das Adams County, als die Bewohner die lokale Regierung nach West Union verlegten.
Manchester, das am Ohio River gegenüber dem sklavenhaltenden Staat Kentucky lag, erwies sich als wichtige Gemeinde entlang der Underground Railroad. Afroamerikanische Sklaven, die in der ersten Hälfte des neunzehnten Jahrhunderts auf Freiheit im Norden hofften, fanden häufig Hilfe unter den Stadtbewohnern. Die Stadt prosperierte auch in dieser Zeit als Haltestelle für Dampfschiffe, die den Ohio River zwischen Portsmouth und Cincinnati befuhren. Die meisten Industrien in der Gemeinde waren mit der Landwirtschaft verbunden: Während des neunzehnten Jahrhunderts gab es eine Tabaklagerhalle, ein Schweineverarbeitungsunternehmen, einen Keramikhersteller, eine Mühle und eine Baumschule in Manchester für unterschiedliche Zeiträume. In den 1840er Jahren war Manchester zur größten Stadt im Adams County geworden.
1908 nahm die Manchester Button Factory ihren Betrieb auf. Sie wurde in der Stadt angesiedelt, weil es im Ohio River eine Fülle von Muscheln gab, die zur Herstellung der Knöpfe verwendet werden konnten. Auf ihrem Höhepunkt beschäftigte das Werk 125 Männer. 1934 zog das Alfred Holbrook College von Lebanon, Ohio, in die Stadt. Es war nur sieben Jahre in Betrieb. Im Laufe des zwanzigsten Jahrhunderts ging die Bedeutung von Manchester zurück. Heute ist Manchester eine relativ kleine Gemeinde. 1990 lebten gerade über zweitausend Menschen in der Stadt. Die Tage der Stadt als wohlhabende Flussgemeinde sind vorbei, aber die Bewohner halten immer noch an der Vergangenheit fest. Bis vor kurzem veranstaltete Manchester die Kinfolk’s Landing Days, ein Festival, das die Blütezeit der Stadt als wichtiger Halt am Ohio River feierte. Das Kinfolk’s Landing Days Festival wurde durch das Manchester River Days Festival ersetzt.

## Geographie
Manchester liegt bei 38°41’22"N 83°36’33"W (38.689546, -83.609263) Laut dem United States Census Bureau hat das Dorf eine Fläche von 1,29 Quadratmeilen (3,34 km²), davon sind 1,28 Quadratmeilen (3,32 km²) Land und 0,01 Quadratmeilen (0,03 km²) Wasser. Manchester liegt an der Kreuzung von U.S. Route 52 und Ohio State Route 136. Manchester ist der ungefähre Mittelpunkt zwischen Cincinnati und Huntington, West Virginia.

## Demographie
Bei der Volkszählung von 2010 lebten 2.023 Menschen, 818 Haushalte und 527 Familien im Dorf. Die Bevölkerungsdichte betrug 1.580,5 Einwohner pro Quadratmeile (610,2/km²). Es gab 1.032 Wohneinheiten mit einer durchschnittlichen Dichte von 806,3 pro Quadratmeile (311,3/km²). Die ethnische Zusammensetzung des Dorfes war 96,2 % Weiß, 0,2 % Afroamerikaner, 0,4 % Ureinwohner, 0,1 % Asiaten, 0,7 % von anderen Rassen und 2,4 % von zwei oder mehr Rassen. Hispanics oder Latinos jeder Rasse machten 1,7 % der Bevölkerung aus.
Manchester, Ohio, hat eine Bevölkerung von 1.847 (Stand: 1. Juli 2023). Das durchschnittliche Haushaltseinkommen beträgt 47.315 US-Dollar und das mittlere Haushaltseinkommen liegt bei 28.557 US-Dollar. Es gibt 972 Wohneinheiten, von denen 47,8 % von den Eigentümern bewohnt werden. Der mittlere Immobilienwert beträgt 97.356 US-Dollar. Es gibt insgesamt 797 Haushalte in der Stadt.

## Bildung
Manchester wird vom Manchester Local School District und der Manchester Central Library, einer Zweigstelle der Adams County Public Library, bedient.
Spezifische Details über das Bildungssystem in Manchester sind nicht verfügbar; es ist jedoch bekannt, dass Schulbezirke in den USA in der Regel eine Reihe von Bildungsmöglichkeiten bieten, darunter Grundschulen, Mittelschulen und High Schools.

## Regierung

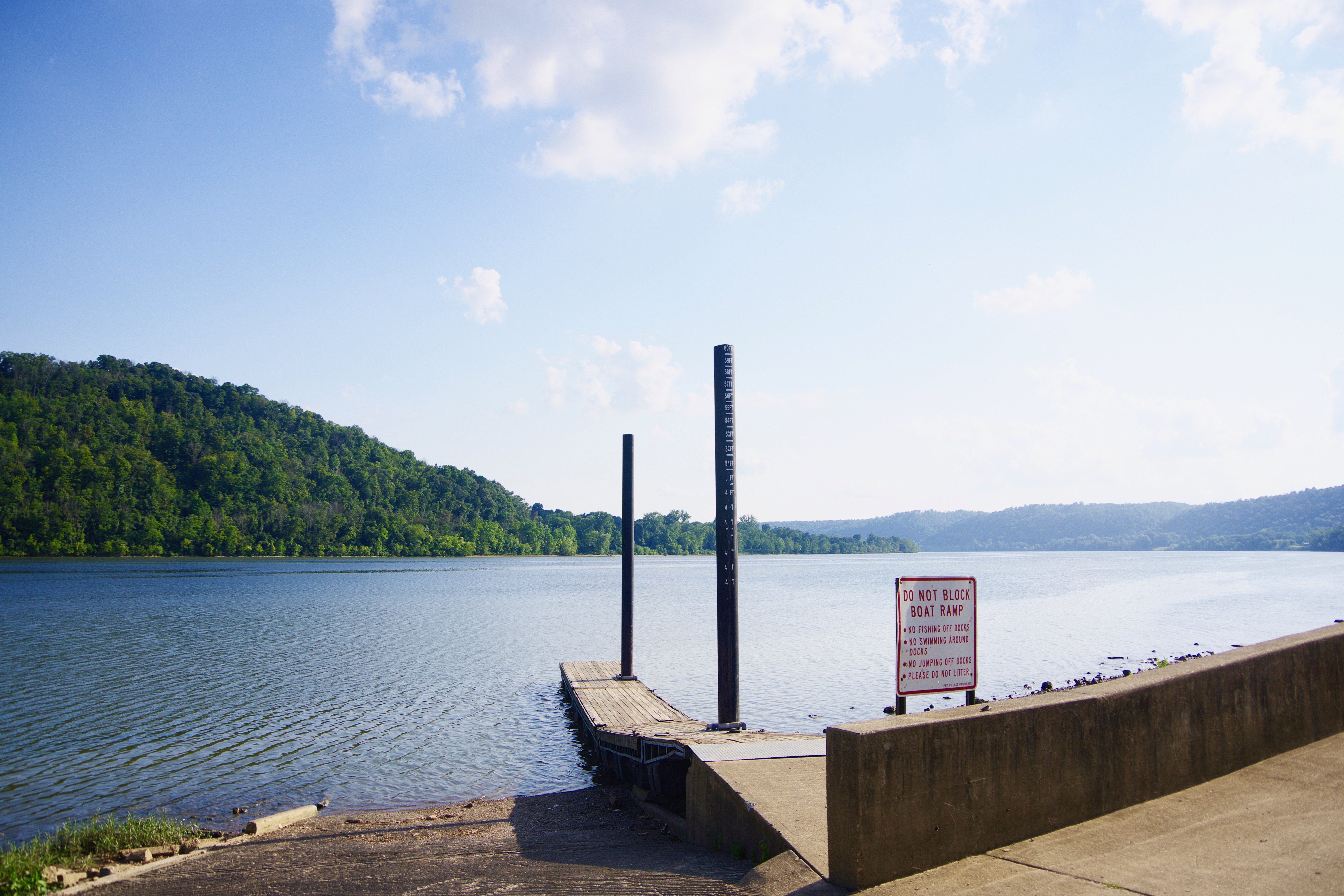
Der Ohio River ist ein 1579 km langer Fluss in den Vereinigten Staaten.

Die Regierung von Manchester, Ohio, ist eine lokale Regierungsstruktur, die sich der Bereitstellung von Dienstleistungen und der Verbesserung der Lebensqualität für alle Einwohner von Manchester widmet. Die Regierung wird von Bürgermeisterin Billie Jo (BJ) Goodwin geleitet.
Die Regierung von Manchester arbeitet eng mit verschiedenen Abteilungen zusammen, um eine effektive Verwaltung und Dienstleistungen für die Gemeinde zu gewährleisten. Dazu gehören die Abteilungen für öffentliche Arbeiten, Polizei, Feuerwehr und Rettungsdienste.
Die Abteilung für öffentliche Arbeiten ist verantwortlich für die Instandhaltung und Verbesserung der Infrastruktur der Stadt, einschließlich Straßen, Wasser- und Abwassersysteme. Die Polizeiabteilung sorgt für die Sicherheit der Gemeinde und arbeitet daran, Kriminalität zu verhindern und auf Notfälle zu reagieren. Die Feuerwehr und der Rettungsdienst sind für die Reaktion auf Feuer und medizinische Notfälle zuständig.